# Kunbaja
Kunbaja je obec v Maďarsku v župě Bács-Kiskun v okrese Bácsalmás.

## Poloha
Kunbaja leží na jihu Maďarska, nedaleko hranic se Srbskem. Bácsalmás je vzdálen asi 10 km, Subotica (Srbsko) asi 20 km na východ.